# الجمعية التشريعية لإقليم العاصمة الأسترالية
الجمعية التشريعية لإقليم العاصمة الأسترالية (بالإنجليزية: Legislative Assembly for the Australian Capital Territory؛ اختصارًا Legislative Assembly ACT)‏؛ هي برلمان وحيد الغرفة والسُّلطة التَّشريعية لإقليم العاصمة الأسترالية يقع مقره في مبنى الجمعية التشريعية، في منطقةٍ في العاصمة الأسترالية كانبرا.